# Francisco Isidro Trindade
Francisco Isidro Trindade (Nazaré, 11 de outubro de 1956) é um ex-jogador de futebol português.

## Carreira
Na juventude, deu início à sua carreira jogando pelo Nazarenos, clube da sua cidade natal. Em 1976, deu os primeiros passos na carreira profissional ao integrar o FC Porto. Após uma temporada, transferiu-se para o Riopele. Retornou ao Porto em 1978, onde teve participação no time B. Entre 1979 e 1982, vestiu as cores do Rio Ave, conquistando a titularidade no clube. Em 1982, mudou-se para o Vitória Setúbal, permanecendo por apenas uma temporada. No ano seguinte, defendeu as cores do Penafiel, clube no qual teve a maior participação ao longo da sua carreira. Em 1987, transferiu-se para o União Madeira, ficando no clube por apenas uma temporada. Em 1988, reforçou o O Elvas, encerrando a sua carreira na temporada seguinte ao jogar pelo Fafe.

## Títulos
FC Porto
- Taça de Portugal: 1976-77